# Ange-Pierre Moroni
Pour les articles homonymes, voir Moroni.
Ange Pierre Moroni, né le 29 mars 1762 à Ortiporio (République corse, actuelle Haute-Corse), mort le 27 novembre 1835 à Bastia (Haute-Corse), est un général français de la Révolution et de l’Empire.
Son père est Biaggio Moroni (1713-1788) et sa mère Maria Griffoni (1728-1782). Les Moroni sont une famille  d'Ortiporio et les Griffoni une famille de Bisinchi, toutes deux familles de notables. 
Il fut marié à Chiara Vittori (1761-1837), originaire de Lento, et a eu quatre enfants : Felice Antonio Cerbenio Moroni (1783-1853), Orazio Antonio Moroni (1788-?), Maria Moroni épouse Gaspari (1785-1842) et Daria Maria Moroni épouse Campana (1788-1865).
Il fut maire d'Ortiporio au début des années 1820 (avant son fils Felice Antonio Cerbenio  Moroni et son gendre Pietro Francesco Gaspari).
Il meurt le 27 novembre 1835, à Bastia et est inhumé à Ortiporio au chevet de l'église dans un enclos particulier. La maison familiale est localisée sur le point le plus haut du village au lieu-dit "Piazze" et porte les armoiries de la famille Moroni en façade.
La famille Moroni  de Corse pourrait être une branche d'une grande famille aristocratique italienne milanaise dont les plus anciennes traces remontent au XIe siècle. Un membre de la famille Moroni serait arrivé au XIIe siècle pour chasser les sarrazins et christianiser en profondeur la société corse en s'implantant dans le Nebbio. En effet, les armoiries de la branche Corse sont quasi identiques à celle de la branche italienne et les inscriptions apposées sur la façade de la maison familiale (ARMA MORONI ANNO 1120 ...)  au lieu-dit Piazze à Ortiporio semblent le confirmer. Cette demeure appartient désormais à la municipalité d'Ortiporio.  
La branche "mère" italienne est restée de son côté très impliquée dans l'histoire italienne et est toujours implantée à Milan et Bergame.  
Ses descendants se marieront avec des membres d'autres grandes familles corses en particulier du Nebbio : Les deux grandes familles apparentées des Campocasso (famille caporalice « historique » anoblie en 1431 par le roi Alphonse V d'Espagne) et des Casale (famille anoblie en 1731 par la république de Gênes) d'Olmeta di Tuda, les Gaspari et Raffaelli d'Ortiporio, les Flach de Calvi et de Montera de Corte. Des mariages endogames intra-familiaux, fréquents dans les grandes familles des villages, eurent lieu en particulier avec la famille Raffaelli. La descendance d'Orazio-Antonio n'est pas connue (car probablement décédé en bas âge).

## États de service
Il entre en service le 1er mars 1793, comme capitaine quartier maître au 18e bataillon d’infanterie légère, et de 1793 à 1801, il fait toutes les campagnes à l’armée d’Italie. Capitaine commandant de compagnie le 9 août 1794, il sert à la 18e demi-brigade légère le 15 novembre 1794, puis à la 4e Légion Cispadane, par ordre du général en chef de l'armée d'Italie Bonaparte le 20 mai 1797. Il obtient le grade de chef de bataillon le 4 juin 1798.
Pendant cette période, il commande la citadelle d’Ancône, le fort Saint-Léo, la place de Forlì et celle de Rimini sous les ordres du général Dombrowski. 
Il sert en Toscane en 1799, sous les ordres du général Gaultier. Il défend le poste de Poggibonsi jusqu'à ce qu'il reçoive l'ordre de l'évacuer. Il conserve le fort de Lentignano près de Livourne jusqu'à l'entière évacuation de la Toscane. En octobre 1800, il est sous les ordres du général Dupont et il reçoit le commandement de la place de Prato. Il se distingue sous le général Pino à l’affaire de Sienne contre l’armée napolitaine, et il commande à Poggi-Ponti, poste important et dont la conservation est essentielle pour les communications de l’armée française, avec Sienne, Arezzo, Florence et Pise.
Muté à l'Armée des côtes de l'Océan le 23 novembre 1803 ,il commande le 1er bataillon à la division du général  Pino, puis sous les ordres du général Trivulzio. De 1804 à 1807, il participe aux campagnes d’Autriche, de Prusse et de Pologne, au sein de la Grande Armée, puis sous les ordres du général Soult jusqu'en 1805 au camp de Saint-Omer. Le 2 février 1807, il passe major au 1er régiment d’infanterie de ligne. Il se signale en repoussant l'ennemi de Stargardt le 16 février, s'empare de Neugardt le 17 février et le 20 février il commande les voltigeurs de la division du général Teulié, qu’il conduit sous le feu des ennemis, jusqu’au poste de Neumontholen, qu’ils défendent. Il se distingue le 14 mars 1807 au siège de Colberg, et il est muté à la division Pino du corps du maréchal Brune le 25 juillet 1807. il se trouve à la prise de Stralsund et de l'ile de Rügen. Le 18 mai 1808, il est fait chevalier de la Couronne de fer.
Envoyé en Italie en février 1808, il est nommé colonel le 26 juin suivant, au régiment Royal Dalmate. Il combat sur l'Isonzo en avril 1809, dans la division Severoli, et il est à la défense du fort de Malghera, près de Venise. Muté à la division Fontanelli le 30 avril 1809, il combat à Tarvisio le 17 mai 1809. Il sert pendant la campagne d’Allemagne sous les ordres du prince Eugène, il participe à la bataille de Raab le 14 juin, au siège de Presbourg fin juin, et à la bataille de Wagram le 6 juillet. Il commande la place de Botzen dans le Tyrol en août. En octobre, il commande par intérim, en Carinthie, la place de Venise, puis le département du Tagliamento. Il est fait chevalier de la Légion d’honneur le 30 mars 1809, et le 29 octobre 1810, il passe au régiment des conscrits de la Garde royale Italienne. 
Le 28 août 1811, il commande le régiment des Vélites royaux, et en 1812, il participe à la campagne de Russie dans le corps du prince Eugène, où il prend une part très active aux opérations militaires de cette unité. Il est promu général de brigade le 11 janvier 1813, et il fait la campagne de Saxe au sein du 4e corps d’armée commandé par le général Bertrand. Il commande la 3e brigade de la division du général Peyri sous Fontanelli. Il est blessé d’un coup de fusil au côté gauche le 23 août à l’affaire de Siegendorff près de Berlin. Il est créé baron de l’Empire et commandeur de la Couronne de fer le 24 octobre 1813. Le 31 octobre, il reçoit deux blessures à l’arme blanche à la bataille de Hanau, dont une très grave sur la tête, qui le mettent hors de combat. Fait prisonnier, il est remis en liberté le 11 juin 1814. Il rentre en France le 15 juin.
Mis en non activité, il est réadmis au service de la France comme général de brigade le 4 janvier 1815, et nommé chef d'état-major de la 23e division militaire sous les ordres du général Arrighi le 24 mai 1815. Il est admis à la retraite le 1er août 1818, et le 19 août, il est fait chevalier de Saint-Louis.

## Sources
- (en) « Generals Who Served in the French Army during the Period 1789 - 1814: Eberle to Exelmans »
- Thierry Pouliquen, « Les généraux français et étrangers ayant servis [sic] dans la Grande Armée » (consulté le 31 juillet 2014)
- « La noblesse d’Empire » (consulté le 31 juillet 2014)
- « Cote LH/1942/67 », base Léonore, ministère français de la Culture
- Baptiste-Pierre Courcelles, Dictionnaire historique et biographique des généraux français : depuis le onzième siècle jusqu'en 1822, Tome 8, l’Auteur, 1823, 459 p. (lire en ligne), p. 46.
- "Le Guide Napoléon: 4 000 lieux de mémoire pour revivre l'épopée" Alain Chappet, Roger Martin, Alain Pigeard - 2005 - Extraits
- Catalogo delle opere araldiche, genealogiche, biografiche e storiche, manoscritte e stampa, componenti l'archivio araldico Vallardi: Fondato dalla nobile famiglia ed ampliato dalle riunite biblioteche araldiche Bianchi, Vallardi, Tenenti, Tettoni e Litta.1884. Famiglie notabili milanesi, volume secondo. Moroni.
- Les marquis Obertenghi dans le nord de la Corse (fin du XIe siècle-milieu du XIVe siècle). La mise en place d'un réseau de fortifications. Istria Daniel, Mélanges de l'école française de Rome.  Année 2000  112-1  pp. 225-258.

Seller Image